# ナラ・チャンドラバブ・ナイドゥ
ナラ・チャンドラバブ・ナイドゥ（英語: Nara Chandrababu Naidu、1950年4月20日 - ）は、インドの政治家。テルグ・デサム党党首。現在、アーンドラ・プラデーシュ州首相（3期目）。1995年から2004年、2014年から2019年にも同州首相を務めた。

## 経歴

### 生い立ち
マドラス州ティルパティ地区のナラバリパッレ（現アーンドラ・プラデーシュ州）の農家の家庭に生まれた。スリ・ベンカテスワラ大学で経済学の修士号を取得している。

### 政治家として
1978年のアーンドラ・プラデーシュ州議会選挙に、チャンドラギリ選挙区からインド国民会議の候補者として立候補し、初当選をした。国民会議派の州政府では、映画撮影や技術教育などの担当大臣を務めた。州政府で映画関係を担当していたため、テルグ語映画で有名な俳優であったN・T・ラーマ・ラオ（NTR）とも親交ができ、1981年には娘のBhuvaneswariと結婚している。
1982年3月29日、義父のNTRがテルグ・デサム党（TDP）を結成。翌1983年の州議会選挙ではTDPが過半数の議席を獲得し、NTRは州首相に就任した。しかし、ナイドゥは同選挙に国民会議の候補者として立候補しており、TDPの候補者に敗れ議席を逃していた。落選した直後に、ナイドゥはTDPに加わっている。
1989年の州議会選挙では、クッパム選挙区から立候補して当選した。しかし、国民会議が過半数の議席を獲得して政権を奪還したため、ナイドゥは野党議員となった。
1994年の州議会選挙では、前回と同じくクッパム選挙区から立候補して再選した。さらにTDPが294議席中216議席を獲得し、国民会議から州政権を奪還。NTRが州首相となり、ナイドゥはNTR内閣の財務・歳入大臣に就任した。

### AP州首相に就任
NTRの妻であるラクシュミー・パールヴァティーが行政や党務に干渉していることを理由に、ナイドゥは党内でクーデターを起こした。ナイドゥはNTRの息子らの支持も得ており、NTRは州首相を辞任することとなり失脚した。1995年9月1日、後任の州首相にナイドゥが就任した。
1999年の州議会選挙は、前回から議席を減らしたものの、TDPが294議席中180議席を獲得して政権を維持した。 
2003年10月1日、人民戦争グループ（PWG）によって暗殺計画が企てられ、ナイドゥの車列が地雷によって爆破される事件が発生。爆発の衝撃は強くナイドゥは一時的に意識を失い病院に搬送されたが、奇跡的に軽傷で済んだ。PWGの犯行声明では、ナイドゥのことを「世界銀行の代理人」と表現していた。

### 下野し野党指導者へ
2004年の州議会選挙では、TDPは解散時の192議席から大幅に議席を減らし、全294議席のうち47議席しか確保できなかった。一方で前回1999年の選挙で62議席であった国民会議は、185議席と大きく躍進した。多くの閣僚も落選する中、ナイドゥはクッパム選挙区で大差で勝利した。2009年の州議会選挙は、前回よりも議席を増やし92議席を獲得したものの、過半数には至らなかった。この結果についてナイドゥは、チランジーヴィが結党したプラジャ・ラジャム党が反現職票を分散させ、TDPに不利に働いたと述べている。

### 分離後のAP州首相に就任
2014年の州議会選挙ではTDPはインド人民党と同盟を結び、6月にテランガーナ州が分離独立する予定のアーンドラ・プラデーシュ州で175議席のうち108議席と過半数を獲得した。ナイドゥは分離後のアーンドラ・プラデーシュ州の初代州首相に就任した。就任の宣誓式には、ラージナート・シン内務大臣をはじめとした連邦政府の閣僚やラール・クリシュナ・アードヴァーニー、複数の州から州首相や高官が出席した。また州政府の19名の閣僚のうち、2名はインド人民党から選ばれた。
テランガーナ州の分離独立に伴い新たな州都を構築することが必要となり、ナイドゥは州中部に位置するアマラーヴァティーを指定した。
2019年の州議会選挙で、TDPは選挙前の99議席から23議席へ大幅に減らした。一方で最大与党であるYSR会議党（YSRCP）は、66議席から単独過半数となる151議席へと大きく躍進。この結果を受けて、ナイドゥは州首相を辞任した。